# Torneo de Shenzhen 2015
El Shenzhen Open 2015 es un torneo de tenis jugado en canchas duras . Es la 2ª edición del Shenzhen Open, y forma parte de la ATP World Tour 250 series del 2015. Se llevará a cabo en el Shenzhen Longgang Tennis Centre de Shenzhen, China, del 28 de septiembre al 28 de octubre de 2015.

## Cabeza de serie

### Individual
| Tenista                | Ranking | Preclasificada |
| Tomáš Berdych          | 5       | 1              |
| Marin Čilić            | 14      | 2              |
| Tommy Robredo          | 27      | 3              |
| Guillermo García-López | 31      | 4              |
| Philipp Kohlschreiber  | 33      | 5              |
| Adrian Mannarino       | 39      | 6              |
| Jiří Veselý            | 40      | 7              |
| Aljaž Bedene           | 55      | 8              |

- El Ranking es de 21 de septiembre de 2015.

### Dobles
| Tenista                           | Ranking | Preclasificada |
| Dominic Inglot Robert Lindstedt   | 49      | 1              |
| Łukasz Kubot Aisam-ul-Haq Qureshi | 75      | 2              |
| Chris Guccione André Sá           | 107     | 3              |
| Julian Knowle Oliver Marach       | 108     | 4              |

## Campeones

### Individual Masculino
Tomáš Berdych venció a  Guillermo García-López por 6-3, 7-6(7)

### Dobles Masculino
Jonathan Erlich /  Colin Fleming vencieron a  Chris Guccione /  André Sá por 6-1, 6-7(3), [10-6]